# Unité urbaine de Mireval
L'unité urbaine de Mireval est une unité urbaine française centrée sur la ville de Mireval, département de l'Hérault.

## Données globales
En 2010, selon l'Insee, l'unité urbaine de Mireval est composée de deux communes, toutes situées dans l'arrondissement de Montpellier, subdivision administrative du département de l' Hérault.
L'unité urbaine de Mireval appartient à l'aire urbaine de Montpellier.

## Délimitation de l'unité urbaine de 2020
En 2020, l'Insee a procédé à une révision des délimitations des unités urbaines  de la France; celle de Mireval est composée de deux communes.

### Communes
Liste des communes appartenant à l'unité urbaine de Mireval selon la nouvelle délimitation de 2020 et sa population municipale en 2020 (liste établie par ordre alphabétique) :
| Nom             | Code Insee | Département | Statut       | Superficie (km2) | Population (dernière pop. légale) | Densité (hab./km2) | Modifier                                    |
| --------------- | ---------- | ----------- | ------------ | ---------------- | --------------------------------- | ------------------ | ------------------------------------------- |
| Mireval         | 34159      | Hérault     | ville-centre | 11,05            | 3 301 (2022)                      | 299                | modifier les données · modifier les données |
| Vic-la-Gardiole | 34333      | Hérault     | banlieue     | 18,49            | 3 413 (2022)                      | 185                | modifier les données · modifier les données |

## Évolution démographique
L'évolution démographique ci-dessous concerne l'unité urbaine selon le périmètre défini en 2020.
| 1968  | 1975  | 1982  | 1990  | 1999  | 2007  | 2012  | 2017  | 2018  | 2020  |
| ----- | ----- | ----- | ----- | ----- | ----- | ----- | ----- | ----- | ----- |
| 1 309 | 1 441 | 1 932 | 3 962 | 5 513 | 5 963 | 6 250 | 6 544 | 6 599 | 6 733 |